# This Modern World
| Recensione | Giudizio |
| ---------- | -------- |
| AllMusic   |          |

This Modern World è un album di Stan Kenton, pubblicato dalla casa discografica Capitol Records nel 1953 (intorno al mese di ottobre).

## Tracce

### LP
Lato A
Musiche di Robert Graettinger.
1. A Horn – 4:05 – Registrato il 5 dicembre 1951 al Capitol Studios di Hollywood, California
2. Some Saxophones – 3:13 – Registrato il 28 maggio 1953 al Capitol Studios di Hollywood, California
3. A Cello – 4:59 – Registrato il 20 marzo 1952 al Capitol Studios di Hollywood, California

Lato B
Musiche di Robert Graettinger.
1. A Thought – 4:53 – Registrato il 28 maggio 1953 al Capitol Studios di Hollywood, California
2. A Trumpet – 4:47 – Registrato l'11 febbraio 1953 al Capitol Studios di Hollywood, California
3. An Orchestra – 4:04 – Registrato il 12 febbraio 1953 al Capitol Studios di Hollywood, California

- Durata brani ricavati dall'album pubblicato nel 1970 dalla Creative World Records (ST 1006)

## Musicisti
A Horn
- Stan Kenton – piano, conduttore orchestra
- Bob Graettinger – arrangiamenti
- John Howell – tromba
- Maynard Ferguson – tromba
- Conte Candoli – tromba
- Stu Williamson – tromba
- John Coppola – tromba
- Harry Betts – trombone
- Bob Fitzpatrick – trombone
- Bill Russo – trombone
- Dick Kenney – trombone
- George Roberts – trombone basso
- John Graas – corno francese
- Lloyd Otto – corno francese
- George Price – corno francese
- Stan Fletcher – tuba
- Bud Shank – sassofono alto, flauto
- Art Pepper – sassofono alto, clarinetto
- Bob Cooper – sassofono tenore, oboe, corno inglese
- Bart Caldarell – sassofono tenore, fagotto
- Bob Gioga – sassofono baritono, clarinetto basso
- Alex Low – concertmaster
- Earl Cornwell – violino
- Phil Davidson – violino
- Dwight Muma – violino
- Maurice Koukel – violino
- Barton Gray – violino
- Seb Mercurio – violino
- Danny Napolitano – violino
- Charlie Scarle – violino
- Ben Zimberoff – violino
- Paul Israel – viola
- Aaron Shapiro – viola
- Dave Smiley – viola
- Gregory Bemko – violoncello
- Zachary Bock – violoncello
- Gabe Jellen – violoncello
- Ralph Blaze – chitarra
- Abe Luboff – contrabbasso
- Don Bagley – contrabbasso
- Shelly Manne – batteria, timpani[2]

Some Saxophones / A Thought
- Bob Graettinger – arrangiamenti, conduttore orchestra
- John Graas – corno francese (brano: A Thought)
- Herb Geller – sassofono alto
- Bud Shank – sassofono alto, flauto
- Bob Cooper – sassofono tenore, oboe, corno inglese
- Bart Caldarell – sassofono tenore, clarinetto, fagotto
- John Rotella – sassofono tenore

A Cello
- Stan Kenton – piano, conduttore orchestra
- Bob Graettinger – arrangiamenti
- John Graas – corno francese
- Lloyd Otto – corno francese
- Fred Fox – corno francese
- Dick Meldonian – sassofono alto, clarinetto
- Bud Shank – sassofono alto, flauto
- Lennie Niehaus  – sassofono alto, oboe
- Bob Cooper – sassofono tenore, corno inglese
- Bart Caldarell – sassofono tenore, fagotto
- Bob Gioga – sassofono baritono, clarinetto basso
- Gregory Bemko – violoncello
- Ralph Blaze – chitarra
- Don Bagley – contrabbasso
- Frank Capp – batteria, timpani[3]

A Trumpet
- Stan Kenton – piano, conduttore orchestra
- Bob Graettinger – arrangiamenti
- Buddy Childers – tromba
- Maynard Ferguson – tromba
- Conte Candoli – tromba
- Don Dennis – tromba
- Ruben McFall – tromba
- Pete Candoli – tromba
- Bob Burgess – trombone
- Bill Russo – trombone
- Keith Moon – trombone
- Frank Rosolino – trombone
- George Roberts – trombone basso
- Lee Konitz – sassofono alto
- Vinnie Dean – sassofono alto
- Bill Holman – sassofono tenore
- Richie Kamuca – sassofono tenore
- Bob Gioga – sassofono baritono
- Sal Salvador – chitarra
- Don Bagley – contrabbasso
- Stan Levey – batteria

An Orchestra
- Stan Kenton – piano, conduttore orchestra
- Bob Graettinger – arrangiamenti
- Buddy Childers – tromba
- Maynard Ferguson – tromba
- Conte Candoli – tromba
- Don Dennis – tromba
- Ruben McFall – tromba
- Pete Candoli – tromba
- Bob Burgess – trombone
- Bill Russo – trombone
- Keith Moon – trombone
- Frank Rosolino – trombone
- George Roberts – trombone basso
- John Graas – corno francese
- Lloyd Otto – corno francese
- Lee Konitz – sassofono alto
- Vinnie Dean – sassofono alto
- Bill Holman – sassofono tenore
- Richie Kamuca – sassofono tenore
- Bob Gioga – sassofono baritono
- Sal Salvador – chitarra
- Don Bagley – contrabbasso
- Stan Levey – batteria[4]